# Fannia triangula
Fannia triangula är en tvåvingeart som beskrevs av Wang, Zhang och Xue 2007. Fannia triangula ingår i släktet Fannia och familjen takdansflugor. Inga underarter finns listade i Catalogue of Life.